# Гемпден (Ньюфаундленд і Лабрадор)
Гемпден (англ. Hampden) — містечко в Канаді, у провінції Ньюфаундленд і Лабрадор.

## Населення
За даними перепису 2016 року, містечко нараховувало 429 осіб, показавши скорочення на 6,1%, порівняно з 2011-м роком. Середня густина населення становила 13 осіб/км².
З офіційних мов обидвома одночасно не володів жоден з жителів, тільки англійською — 425.
Працездатне населення становило 43,2% усього населення, рівень безробіття — 25% (27,8% серед чоловіків та 23,1% серед жінок). 87,5% осіб були найманими працівниками, а 6,3% — самозайнятими.

## Клімат
Середня річна температура становить 3,2°C, середня максимальна – 18,6°C, а середня мінімальна – -14,5°C. Середня річна кількість опадів – 1 072 мм.
| Клімат поселення                              | Клімат поселення | Клімат поселення | Клімат поселення | Клімат поселення | Клімат поселення | Клімат поселення | Клімат поселення | Клімат поселення | Клімат поселення | Клімат поселення | Клімат поселення | Клімат поселення | Клімат поселення |
| Показник                                      | Січ.             | Лют.             | Бер.             | Квіт.            | Трав.            | Черв.            | Лип.             | Серп.            | Вер.             | Жовт.            | Лист.            | Груд.            |                  |
| Середній максимум, °C                         | −3,26            | −3,89            | 0,46             | 6,02             | 11,16            | 16,31            | 18,54            | 18,58            | 13,70            | 8,32             | 3,28             | −1,92            |                  |
| Середня температура, °C                       | −8,57            | −9,2             | −4,83            | 0,73             | 5,85             | 11,01            | 15,63            | 15,66            | 10,78            | 5,40             | 0,36             | −4,84            |                  |
| Середній мінімум, °C                          | −13,87           | −14,49           | −10,14           | −4,58            | 0,56             | 5,71             | 12,70            | 12,73            | 7,86             | 2,47             | −2,58            | −7,77            |                  |
| Норма опадів, мм                              | 89               | 78               | 69               | 66               | 79               | 86               | 90               | 106              | 106              | 109              | 101              | 93               |                  |
| Середньомісячна швидкість вітру, м/с          | 5.85             | 5.52             | 5.52             | 5.16             | 4.68             | 4.45             | 4.16             | 4.28             | 4.76             | 5.04             | 5.48             | 5.78             |                  |
| Середньомісячна сонячна радіація, кДж/м²·день | 3712             | 6694             | 10920            | 14450            | 17566            | 18916            | 18536            | 15597            | 11432            | 6777             | 3763             | 2755             |                  |
| --------------------------------------------- | ---------------- | ---------------- | ---------------- | ---------------- | ---------------- | ---------------- | ---------------- | ---------------- | ---------------- | ---------------- | ---------------- | ---------------- | ---------------- |
| Джерело:                                      |                  |                  |                  |                  |                  |                  |                  |                  |                  |                  |                  |                  |                  |